# Mattiastrum luristanicum
Mattiastrum luristanicum är en strävbladig växtart som först beskrevs av Nabelek, och fick sitt nu gällande namn av Harald Harold Udo von Riedl. Mattiastrum luristanicum ingår i släktet Mattiastrum och familjen strävbladiga växter. Inga underarter finns listade i Catalogue of Life.